# Fujiko Mine
Fujiko Mine (峰 不二子, Mine Fujiko) est un personnage de fiction créé par Monkey Punch pour sa série manga Lupin III, qui a été publiée dans le magazine Manga Action à partir du 10 août 1967. Fujiko est une cambrioleuse professionnelle qui fait régulièrement usage de ses charmes pour prendre ses victimes dans ses filets. Contrairement aux autres personnages de Lupin III, son apparence change régulièrement au cours de la série. Son nom (lit. « sommets du mont Fuji ») vient d’un jeu de mots sur la taille de ses seins, qui est la seule chose restant constante au fil de ses différentes apparences.
Fujiko est le personnage principal de la 4e série d’animation Lupin III, Lupin III : Une femme nommée Fujiko Mine, diffusée entre avril et juin 2012, et première à ne pas avoir Arsène Lupin III comme personnage principal.
Dans les adaptations francophones, Fujiko porte le nom de « Magali ». Dans l’adaptation de 1983 du film Le Château de Cagliostro (Vidocq contre Cagliostro), elle a été renommée « Barbara ».